# Katolička malonogometna liga Vrhbosanske nadbiskupije Ivan Pavao II.
Katolička malonogometna liga Vrhbosanske nadbiskupije Ivan Pavao II. je malonogometno ligaško natjecanje u BiH. Zove se ligom Vrhbosanske nadbiskupije, ali u njoj se natječu i župne momčadi i izvan te nadbiskupije. Nosi ime pape Ivana Pavla II. Sudionici su momčadi iz župa. U ligi su se do danas natjecale momčadi iz župa:

1. Župa Sv. Ivo Krstitelj - Podmilačje

2. Župa Marija Pomoćnica Kršćana – Globarica

3. Župa sv. Josip – Zenica

4. Župa Srce Isusovo – Čajdraš Zenica

5. Župa sv. Ivana Krstitelja - Lug -Brankovići

6. Župa Sv. Anto Padovanski - Lukavac

7. Župa Uzašašće Gospodinovo - Novi Travnik

8. Župa Sv. Martin biskup - Bučići

9. Župa Sv. Anto Padovanski - Busovača

10. Franjevačka Teologija - Sarajevo

11. Franjevačko sjemenište Visoko

12. Nadbiskupijsko dječačko sjemenište Travnik

13. Vrhbosansko bogoslovno sjemenište - Sarajevo

14. Katedrala Sv. Bonaventura – Banja Luka

15. Župa Svih Svetih – Livno

16. Župa Presveto Trojstvo -Novo Sarajevo

17. Župa Sv. Juraj mučenik - Vitez 